# Кокарев, Дмитрий Васильевич
Дми́трий Васи́льевич Ко́карев (род. 11 февраля 1991, Нижний Новгород) — российский пловец-паралимпиец, трёхкратный чемпион, рекордсмен и серебряный призёр Летних Паралимпийских игр 2008 года, трёхкратный серебряный и единожды бронзовый призёр Паралимпийских игр в Лондоне, многократный рекордсмен и тринадцатикратый чемпион и семнадцатикратный рекордсмен мира, четырнадцатикратный чемпион Европы, многократный чемпион России по плаванию.

## Биография
Дмитрий Кокарев родился 11 февраля 1991 года в Нижнем Новгороде. Там же начал заниматься спортом в 1996 году в. Тренировался под руководством заслуженного тренера России Вадима Юрьевича Морозова с 1996 года. Учился в школе № 83 города Нижнего Новгорода. Среднее специальное образование (по специальности «бухгалтер») получил в Нижегородском филиале Московского института экономики, статистики и информатики (НФ МЭСИ), далее получил высшее образование по специальности «экономист» также в НФ МЭСИ.

## Награды
- Орден Почёта (30 сентября 2009 года) — за большой вклад в развитие физической культуры и спорта, высокие спортивные достижения на XIII Паралимпийских играх 2008 года в Пекине[2][3].
- Медаль ордена «За заслуги перед Отечеством»  II степени (10 сентября 2012 года) — за большой вклад в развитие физической культуры и спорта, высокие спортивные достижения на XIV Паралимпийских летних играх 2012 года в городе Лондоне (Великобритания)[4].
- Заслуженный мастер спорта России (2008).
- Лауреат премии Паралимпийского комитета России «Возвращение в жизнь» в номинации «Преодоление» (2008 год)[5].